# Stade Raul-Guidobaldi
 (mars 2025).
Si vous disposez d'ouvrages ou d'articles de référence ou si vous connaissez des sites web de qualité traitant du thème abordé ici, merci de compléter l'article en donnant les références utiles à sa vérifiabilité et en les liant à la section « Notes et références ».
Le stade Raul-Guidobaldi (en italien Stadio Raul Guidobaldi) est un stade d'athlétisme situé à Rieti, dans le Latium. Il accueille notamment le meeting de Rieti qui en est à sa 40e édition en 2010.
En juillet 2013, il hébergera les Championnats d'Europe junior d'athlétisme 2013 sur une piste d'athlétisme bleue, refaite en 2012 par Mondo.